# Полтавський пікінерний полк
Полтавський пікінерний полк (від (рос. піка) - спис) — поселенський легко кінний полк РІА озброєний списами. Сформовано опісля ліквідації Січі 24 грудня 1776 року із запорозьких козаків та кількох сотень остаточно розформованого Полтавського полку у складі 20 рот зі штаб-квартирою в містечку Новоселиця Азовської губернії. За уніформу було встановлено помаранчеве приладове сукно та чорний пояс. У 1776 році призначено герб як у Полтавському Гарнізонному полку. 28 червня 1783 році був об'єднаний з Луганським пікінерним утворивши Маріупольський легкокінний полк.

## Командири
- 28.06.1777 — полковник Леванідов Андрій Якович
- 20.07.1783 — бригадир Голенищев-Кутузов Михайло Іларіонович